# 국민당 (1945년)
국민당(國民黨)은 1945년 9월 24일 장교정(명동) 26번지에서 조선국민당, 사회민주당, 자유당, 민중공화당, 협찬동지회가 통폐합하여 결성된 정당이다. 정권획득과 관료적 야심에서 탈각하여 민족적 정치훈련을 최대목적으로 하였으며, 민족통일운동에 의한 완전자주독립을 기도하는 것을 실천행동으로 삼았다. 1946년 4월 18일 한국독립당으로 통폐합되었다.

## 결성

### 정강(政綱)
- 一. 민족국가의 건전한 발전과 국제협력의 최선한 분담자됨을 기함
- 一. 國民皆勞와 대중공생을 이념으로 신민주주의의 실현을 明함
- 一. 민족문화의 전면적 앙양과 함께 인류대동의 조류에 순응키를 기함

### 위원
- 위원장: 안재홍
- 부위원장: 명제세, 박용희(朴容羲)

### 합동선언문
우리들 下名 6단체의 의사를 대표하는 합동위원들은 집중통일을 요청하는 현단계에 있어서의 역사적 요청에 따라 각자의 소속한 정당을 발전적으로 해소하고 國民黨의 명칭과 및 그가 제시하는 민족정당으로서의 意念과 意圖에서 집결 재출발을 하였다. 금후도 우리들은 이 자연생장적인 역사적 전향을 따라 더욱 의식적 공작을 함으로서 종국적인 대동단결을 실천하면서 하루 바삐 통일국가의 창업을 완성하는 新政府奠都의 날을 맞이하기로 한다. 최종으로 우리들은 각계 지도자들의 엄정한 객관성의 파악과 공명한 실천적 협동이 현단계에서 존귀한 과제로 되어 있는 무용한 계급적 대립을 지양 會通하면서 전민족적 집결이 조만성취될 것을 의도한다.
단기4278年 9月 25日
共和黨 槿友同盟 同志會
社會民主黨 自由黨 朝鮮國民黨

## 역사
1945년 9월 24일 장교정(명동) 26번지에서 조선국민당(朝鮮國民黨), 사회민주당(社會民主黨), 자유당(自由黨), 공화당(共和黨), 협찬동지회(協贊同志會) 이상 5개 정당이 통합하여 국민당이 결성되었다.
1946년 3월 22일 한국독립당과 합동하기 위해 발전적 해체를 선언하였다.
1946년 4월 18일 한국독립당·국민당·신한민족당 등 3당이 한국독립당으로 통폐합되었다는 성명서를 발표하였다.